# Bettina Papenburg
Bettina Papenburg (* 25. Februar 1967) ist eine ehemalige deutsche Meisterin im Schwimmen.
Bettina Papenburg schwamm wie die gleichaltrige Svenja Schlicht für den SV Nienhagen in der Bundesliga der Deutschen Mannschaftsmeisterschaften Schwimmen und wurde 1987 in Sindelfingen deutsche Meisterin über 200 Meter Schmetterling. Für die anschließenden Europameisterschaften in Straßburg wurde die Schmetterlingsspezialistin vom Deutschen Schwimm-Verband allerdings nicht nominiert, ließ aber im Anschluss beim einzigen Schwimm-Länderkampf der Sportgeschichte zwischen dem DSV und der DDR-Auswahl am 28. August 1987 in München ihre Bestzeit auf dieser Strecke von 2:16,23 Minuten folgen. Bei den Deutschen Meisterschaften 1988 in Karlsruhe verpasste die Titelverteidigerin als Fünfte die Teilnahme an den Olympischen Sommerspielen 1988 in Seoul.